# Distretto di Bacău
Il distretto di Bacău (in romeno Județul Bacău ; ) è uno dei 41 distretti della Romania situata nella regione della Moldavia.

## Centri principali
| Comune                  | Abitanti |
| ----------------------- | -------- |
| Bacău                   | 215 000  |
| Onești                  | 50 820   |
| Comănești               | 23 955   |
| Moinești                | 23 863   |
| Buhuși                  | 19 892   |
| Dărmănești              | 14 371   |
| Târgu Ocna              | 12 956   |
| Dofteana                | 11 201   |
| Sascut                  | 10 241   |
| Dati del 1º luglio 2007 |          |

## Struttura del distretto
Il distretto è composto da 3 municipi, 5 città e 85 comuni.

### Municipi
- Bacău
- Moinești
- Onești

### Città
- Buhuși
- Comănești
- Dărmănești
- Slănic Moldova
- Târgu Ocna

### Comuni
- Agăș
- Ardeoani
- Asău
- Balcani
- Bârsănești
- Berești-Bistrița
- Berești-Tazlău
- Berzunți
- Blăgești
- Bogdănești
- Brusturoasa
- Buciumi
- Buhoci
- Cașin
- Căiuți
- Cleja
- Colonești

- Corbasca
- Coțofănești
- Dămienești
- Dealu Morii
- Dofteana
- Faraoani
- Filipeni
- Filipești
- Gârleni
- Găiceana
- Ghimeș-Făget
- Gioseni
- Glăvănești
- Gura Văii
- Helegiu
- Hemeiuș
- Horgești

- Huruiești
- Itești
- Izvoru Berheciului
- Letea Veche
- Lipova
- Livezi
- Luizi-Călugăra
- Măgirești
- Măgura
- Mănăstirea Cașin
- Mărgineni
- Motoșeni
- Negri
- Nicolae Bălcescu
- Odobești
- Oituz
- Oncești

- Orbeni
- Palanca
- Parava
- Parincea
- Pâncești
- Pârgărești
- Pârjol
- Plopana
- Podu Turcului
- Poduri
- Prăjești
- Racova
- Răcăciuni
- Răchitoasa
- Roșiori
- Sascut
- Sănduleni

- Sărata
- Săucești
- Scorțeni
- Secuieni
- Solonț
- Stănișești
- Strugari
- Ștefan cel Mare
- Tamași
- Târgu Trotuș
- Tătărăști
- Traian
- Ungureni
- Urechești
- Valea Seacă
- Vultureni
- Zemeș